# علاج الذاكرة المستعادة
علاج الذاكرة المستعادة هو مصطلحًا علاجيًا نفسيا للعلاج باستخدام طريقة أو تقنية أو أكثر لغرض استرجاع الذكريات. إنه لا يشير إلى طريقة علاج محددة ومعترف بها، بل يشير إلى العديد من تقنيات المقابلات المثيرة للجدل و/أو غير المؤكدة، مثل التنويم المغناطيسي والصور الدلالية، واستخدام العقاقير المهدئة والمنومة، التي نادراً ما تستخدم في العلاج المسؤول عن اضطرابات ما بعد الصدمة واضطرابات الانفصام الأخرى. يدعي أنصار العلاج أن الذكريات المؤلمة يمكن أن تدفن في العقل الباطن وتؤثر على السلوك الحالي، وأنه يمكن استعادتها. المصطلح غير مدرج في الدليلي التشخيصي والإحصائي للاضطرابات ولا ينصح بهِ من قبل جمعيات الصحة العقلية الأخلاقية والمهنية السائدة.
صيغ مصطلح متلازمة الذاكرة الكاذبة بين عاميّ 1992 و1993 من قبل علماء النفس وعلماء الاجتماع في مؤسسة متلازمة الذاكرة الكاذبة، وهي منظمة تدافع عن مصلحة الأفراد الذين يدّعون أنهم اتهموا زورًا بارتكاب التحرش الجنسي بالأطفال. يجادل هؤلاء الباحثون بأن علاج الذاكرة المستعادة (آر إم تي) يمكن أن يؤدي إلى تذكر المرضى لحالات اعتداء جنسي من طفولتهم لم تحدث بالفعل. في حين أنها ليست تقنية علاجية في حد ذاتها، تُطبّق تقنية (آر إم تي) عمومًا مع طرق أخرى، مثل: التنويم المغناطيسي. ورغم ممارستها من قبل بعض المعالجين بشكل فردي، لم يتعرف المجتمع أو الأطباء النفسيون على هذه التقنيات أبدًا، وهي لا تُمارس ضمن طرق العلاج الشائعة.

## الأبحاث
استنتجت مجموعة من الدراسات أن 10% على الأقل من ضحايا الاعتداء الجسدي والجنسي ينسون الاعتداء. بلغ معدل التأخر في تذكر العديد من أشكال التجارب المؤلمة (بما في ذلك الكوارث الطبيعية وحوادث الاختطاف والتعذيب وغير ذلك) نحو 15%، مع أعلى المعدلات للحوادث الناتجة عن الاعتداء الجنسي على الأطفال أو المعارك العسكرية أو في حال كان الشخص شاهدًا على مقتل أحد أفراد عائلته. أظهر إليوت وبرير (1996) أن معدل تذكر الأحداث الصادمة المنسية سابقًا لا يتأثر بما إذا كان للضحية تاريخ في العلاج النفسي أم لا. وجدت ليندا ماير ويليامز أنه من بين النساء اللواتي كان لديهن تاريخ مؤكد للاعتداء الجنسي، لم تتذكر إلا 38% منهن تقريبًا الإساءة بعد 17 عامًا، خاصةً إذا كان الفاعل مألوفًا لهن. استشهد هوبر بالعديد من الدراسات التي أُجريت حول حالات اعتداءات مؤكدة ووجد أن بعض الضحايا قد عانوا من فترات من فقدان الذاكرة الكامل أو الجزئي للحوادث التي تعرضوا لها.
أفاد مسح أُجري في عام 1996 لـ 711 امرأة بأن نسيان الاعتداء الجنسي في الطفولة وتذكره لاحقًا ليس أمرًا نادرًا؛ وأفاد أكثر من ربع المستجيبين الذين بلّغوا عن إساءات في المعاملة بنسيان هذه الحوادث لبعض الوقت ثم تذكرها لاحقًا. بينما أفاد أقل من 2% بأن تذكر تفاصيل الاعتداء كان بمساعدة طبيب نفسي أو معالج آخر. تشير البيانات إلى وجود تناسب طردي بين معدل التذكر ومقدار القوة والعنف المستخدم في الاعتداء.
نُشرت مقالة حول الآثار الجانبية المحتملة في حال استخدام (آر إم تي) كعلاج، وأنها قد تسبب ضررًا لدى بعض المرضى. يصف ريتشارد أوفشي، عضو المجلس الاستشاري لمؤسسة متلازمة الذاكرة الكاذبة، تقنية ممارسة «استعادة» الذكريات بأنها خطيرة.
وقد خلصت الدراسات التي أجرتها إليزابيث لوفتوس وآخرون إلى أنه من الممكن خلق ذكريات زائفة عن حوادث الطفولة. إذ تضمنت التجارب تلاعبًا بالمواضيع المطروحة وذلك بجعل الأشخاص يعتقدون وجود بعض الأحداث المُختلقة في مرحلة الطفولة، مثل الضياع في مركز تسوق في سن السادسة. وقد تطلب ذلك استخدام تقنية يدّعي فيها الفاحص صحة الحدث الكاذب من قبل أحد أفراد الأسرة. استُخدمت هذه الدراسة لدعم النظرية القائلة إن الذكريات الكاذبة للاعتداء الجنسي المؤلم يمكن زرعها في ذهن المريض من قبل المعالجين. يجادل منتقدو هذه الدراسات بأن هذه التقنيات لا تشبه أي طريقة علاج معتمدة أو سائدة، وهناك انتقادات بأن الأحداث المزروعة المستخدمة لا يمكن مقارنتها عاطفياً بالاعتداء الجنسي. يزعم النقاد أن استنتاجات لوفتوس تتجاوز الأدلة، لكنها دحضت هذه الانتقادات لاحقًا.
يتراجع بعض المرضى عن أقوالهم فيما يخص الذكريات السابقة، وتعد الذكريات الزائفة أو المفتعلة أسبابًا محتملة لمثل هذا التراجع، تشمل التفسيرات الأخرى المقترحة لسحب ادعاءات سوء المعاملة التي يرتكبها الأطفال والبالغون: الشعور بالذنب أو شعور الالتزام بحماية الأسرة أو نتيجة الضغوط الممارسة من قبل العائلة. يُذكر أن عدد حالات التراجع صغير مقارنةً بالعدد الفعلي لادعاءات الاعتداء الجنسي على الأطفال المقدمة بناءً على الذكريات المستعادة.
استنتجت الدراسة التي أُجريت في برنامج الاضطرابات الانفصامية والصدمات النفسية في مستشفى ماكلين أن الذكريات المستعادة لا ترتبط بالعلاج النفسي المستخدم وأن الذكريات عمومًا تُدعم بأدلة مستقلة، وغالبًا ما تظهر أثناء الوجود في المنزل أو مع العائلة والأصدقاء، مع رفض الاقتراح بشكل عام باعتباره عاملًا مساهمًا في استعادة الذكريات. شارك عدد قليل جدًا من الأشخاص في العلاج أثناء تجربة استعادة الذاكرة الأولى وأكّد غالبية المشاركين في هذه الدراسة نجاح التجربة في مساعدتهم على استعادة الذكريات.

## المبادئ التوجيهية المهنية
هناك العديد من الأفراد والمجموعات التي نشرت إرشادات أو انتقادات أو تحذيرات بشأن علاج الذاكرة المستعادة وتقنيات لتحفيز التذكر:
- ذُكرت مجموعة من توصيات التدريب والممارسة والبحث والتطوير المهني في تقرير براندون، إذ نصحت الكلية الملكية للأطباء النفسيين في المملكة المتحدة الأطباء بتجنب استخدام «تقنيات استعادة الذاكرة»، مشيرةً إلى نقص الأدلة التي تدعم دقة استعادة الذكريات بهذه الطريقة.[16]
- أصدرت حكومة مجلس الصحة في هولندا في عام 2004 تقريرًا للرد على استفسارات المهنيين بخصوص تقنية (آر إم تي) وذكريات الاعتداء الجنسي على الأطفال. ذكر مجلس الصحة أنه في حين كانت تجارب الطفولة المؤلمة تشكل عوامل خطر رئيسية للمشكلات النفسية في مرحلة البلوغ، إلا أن معظم الذكريات المؤلمة يتذكرها الضحايا جيدًا ولكن يمكن أن تُنسى أو تصبح غير قابلة للوصول إليها. ويشير التقرير أيضًا إلى إمكانية اختلاط الذكريات وإعادة تفسيرها حتى لو كانت هذه الذكريات زائفة، وهو خطر يزداد عندما يحاول المعالجون استخدام تقنيات موحية، أو عند ربط الأعراض بصدمة الماضي أو من خلال استخدام طرق لتحفيز الذكريات مع بعض المرضى.
- أصدرت الرابطة الأسترالية للمعالجين بالتنويم المغناطيسي (إيه إتش إيه) بيانًا مماثلًا، في سياق الذكريات الكاذبة التي قد تنشأ عن حوادث الاعتداء الجنسي على الأطفال. تقر (إيه إتش إيه) بأن الاعتداء الجنسي على الأطفال خطير ومدمر وأن بعض الذكريات صحيحة على الأقل، وإنما حذرت من أن بعض تقنيات الاستجواب والتدخلات قد تؤدي إلى خلق ذكريات وهمية وبالتالي تشكل معتقدات خاطئة حول حقيقة الاعتداء.[17]
- أصدرت جمعية علم النفس الكندية بعض المبادئ التوجيهية لأطباء النفس الذين يطبقون علاج الذكريات المستعادة. وشجّعتهم على أن يكونوا على دراية بحدودهم في المعرفة والتدريب فيما يتعلق بالذاكرة والصدمة و«أنه لا توجد مجموعة من الأعراض التي تشخص الاعتداء الجنسي على الأطفال». تحث المبادئ التوجيهية أيضًا على توخي الحذر والوعي فيما يتعلق بفوائد وحدود استخدام علاجات مثل «الاسترخاء والتنويم المغناطيسي والصور الإرشادية والارتباطات الحرة وتمارين الطفل الباطنية وتفسير ذاكرة الجسم وتدليك الجسم وتفسير الأحلام واستخدام تقنيات الإسقاط» والحذر بشكل خاص بشأن أي مشاركة قانونية تخص الذكريات أو حوادث إساءة المعاملة أو العلاج المتبع.[18]

## روابط خارجية
- مناظرات الذاكرة على مشروع الدليل المفتوح
- إجابات على أسئلة حول الذاكرة المستعادة من قبل الجمعية الأمريكية للطب النفسي
- MemoryWars.org هي قاعدة بيانات على الإنترنت للبحث، وللمقالات، وللكتب وغير ذلك الكثير عن كل الأشياء المتعلقة بالذكريات المكبوتة والمستعادة .